# Pavel Pudlák
Pavel Pudlák (8. října 1927 Papín – 4. prosince 1993 Praha) byl slovenský lékař – hematolog a vědec, objevitel (spolu s Františkem Heřmanským) syndromu, jenž nese jejich jména.

## Život
Pavel Pudlák se narodil v malé obci Papín na východním Slovensku. Maturoval na gymnáziu v Michalovcích v r. 1946. Poté se přihlásil ke studiu na Lékařské fakultě Univerzity Karlovy v Praze, které dokončil r. 1952.
Lákala jej hematologie, proto po promoci nastoupil na I. Interní kliniku VFN v Praze nejprve jako sekundář, později jako vědecký aspirant. Zde začala Pudlákova spolupráce s Františkem Heřmanským, která přerostla v dlouholeté přátelství. Heřmanský později vzpomínal, že již tehdy Pudláka považoval za „mimořádně talentovaného pracovníka jak s bystrým postřehem klinickým, tak s nevšedním nadáním pro výzkumnou, didaktickou i organizační práci.“  
Již v r. 1955 Pudlák přešel na Ústav hematologie a krevní transfúze (ÚHKT), s I. interní klinikou a Heřmanským však zůstal v úzkém kontaktu. Díky Pudlákově pozorovacímu talentu a vynikající paměti se jim podařilo konfrontovat výsledky vyšetření dvou pacientů s kožním a očním albinismem a příznaky zvýšeného krvácení. Prokázali, že v kostní dřeni pacientů jsou přítomny makrofágy s větším množstvím pigmentů zeleno-černé barvy. Porušena byla i enzymatická výbava a funkce krevních destiček. Své poznatky publikovali v r. 1959 v časopise Blood. Tato vzácná porucha byla později pojmenována Heřmanského-Pudlákův syndrom.
Na ÚHKT působil Pudlák až do r. 1971. V krátké době zde vybudoval hemokoagulační laboratoř světové úrovně. V tomto období publikoval přes 70 vědeckých prací. Jako první např. formuloval na základě svých pokusů koncepci o autokatalytickém řízení tvorby trombinu. Kandidátskou dizertační práci obhájil v r. 1958 a r. 1965 získal titul docent pro obor patologická fyziologie. Kromě intenzivní vědecké práce se angažoval mj. v Československé lékařské společnosti J. E. Purkyně jako její vědecký sekretář a člen předsednictva (1961–1969). Byl osobností známou v hematologických kruzích prakticky po celém světě, přednášel na lékařské fakultě, na domácích i zahraničních hematologických sympoziích, vykonával funkci vědeckého tajemníka ÚHKT.
Na začátku sedmdesátých let se Pudlák dostal na kariérní vrchol. V r. 1971 jej ministr zdravotnictví ČSR Jaroslav Prokopec povolal jako svého náměstka. O rok později byl Pudlák jmenován ředitelem Státního sanatoria v Praze. Vytvořil z tohoto ústavu v relativně krátké době pracoviště špičkové úrovně, které sloužilo jako prototypové zdravotnické zařízení. V r. 1975 byl jmenován profesorem pro obor patologie a terapie nemocí vnitřních. Kromě Státní ceny za objev Heřmanského-Pudlákova syndromu byl oceněn řadou dalších vyznamenání a uznání. V tomto období zastával řadu dalších odborných funkcí, byl mj. předsedou České hematologické společnosti (1981–1986).
V listopadu 1954 se Pudlák oženil s lékařkou Boženou Pudlákovou (nar. 1930), s níž měl dvě děti: dceru Hanu, rovněž lékařku, a syna Richarda, povoláním architekta. Jeho přátelé ho popisovali jako družného, otevřeného člověka s vynikajícím smyslem pro humor. Jako člověka energického, optimistického a v neposlední řadě velmi hrdého na svůj rodný Papín.  K obrazu osobnosti prof. Pudláka patřila i jeho láska k literatuře a umění. Byl pravidelným návštěvníkem galerií, divadel a koncertů, bylo jej možno vidět každoročně na koncertech Pražského jara.